# Pomorzany (Sainte-Croix)
Pour les articles homonymes, voir Pomorzany.
Pomorzany est une localité polonaise de la gmina et du powiat de Końskie en voïvodie de Sainte-Croix.